# Лукич, Симо
Симо Лукич (серб. Симо Лукић; 1916, Сухо-Поле — 17 января 1944, Тузла) — югославский партизан, участник Народно-освободительной войны Югославии, Народный герой Югославии.

## Биография
Родился в 1916 году в селе Сухо-Поле, близ Добоя. До войны работал на заводе. Член Коммунистической партии Югославии с 1940 года. В партизаны ушёл после начала войны с немцами. Занимал должность политрука Озренского партизанского отряда. Погиб 17 января 1944 во время Второй Тузланской операции, сражаясь в составе 3-го ударного армейского корпуса. Посмертно награждён званием Народного героя Югославии 20 декабря 1951.